# Сербівська волость
Сербівська волость — адміністративно-територіальна одиниця Новоград-Волинського повіту Волинської губернії Російської імперії з центром в селі Серби.

## Географія
Розташовувалася в північній частині повіту

## Історія
Волость існувала з 1797 року до 07.03.1923 року.
Станом на 1885 рік до складу волості входило 11 поселень, 12 сільських громад. Населення — 8401 осіб. (4220 чоловічої статі та 4181 жіночої), 590 дворових господарств.
Земельна площа сільських громад, приватної та інших форм власності в цілому складала 24511 десятин, у тому числі орної — 6861.

## Основні поселення
- Серби — колишнє власницьке село, дворів 120, мешканців 1037, волосне правління від повітового міста 25 верст; церква православна, 2 постоялих будинків. За 5 верст — колонія Варварівка з молитовним будинком. За 5 верст — колонія Маргаритівка з молитовним будинком. За 13 верст — Цвільський лісопильний завод з водянтм млином. За 15 верст — колонія Непізнаничі з молитовним будинком.
- Андрієвичі — колишнє власницьке село, дворів 93, мешканців 761; церква православна, постоялий будинок.
- Велика Цвіля — колишнє власницьке село, дворів 46, мешканців 475; церква православна, млин.
- Кулеші — колишнє власницьке і державне село, дворів 123, мешканців 1033; церква православна, постоялий будинок, кузня.[1]

## Список населених місць, що зняті з обліку
- Арендарський, хутір, дворів 1, мешканців 5. Відстань від повітового міста 29 верст, від волості 9.
- Нова Борисівка, колонія, дворів 31, мешканців 182. Відстань від повітового міста 18 верст, від волості 14.
- Бурчак, колонія, дворів 24, мешканців 143. Відстань від повітового міста 16 верст, від волості 10.
- Стара Глафірівка, колонія, дворів 48, мешканців 298. Відстань від повітового міста 18 верст, від волості 10.
- Нова Глафірівка, колонія, дворів 32, мешканців 234. Відстань від повітового міста 16 верст, від волості 12.
- Дмитрівка, колонія, дворів 52, мешканців 337. Відстань від повітового міста 18 верст, від волості 10.
- Полоничів, слобода, дворів 24, мешканців 149. Відстань від повітового міста 63 версти, від волості 23.
- Редька, колонія, дворів 46, мешканців 273. Відстань від повітового міста 62 версти, від волості 15
- Смолярня, хутір, дворів 2, мешканців 13. Відстань від повітового міста 47 верст, від волості 10.
- Стара Софіївка, слобода, дворів 15, мешканців 62. Відстань від повітового міста 47 верст, від волості 10
- Стовпецька, колонія, дворів 35, мешканців 199. Відстань від повітового міста 70 верст, від волості 24.
- Хмельник, хутір, дворів 1, мешканців 6. Відстань від повітового міста 41 верста, від волості 2.
- Хутор-Глумецький, село, дворів 47, мешканців 293. Відстань від повітового міста 59 верст, від волості 21.
- Юзефівка, урочище, дворів 2, мешканців 9. Відстань від повітового міста 61 верста, від волості 25.